# Marcel Fleury (homme politique)
Pour les articles homonymes, voir Marcel Fleury et Fleury.
Marcel Fleury est un homme politique français né le 6 août 1879 à Caen (Calvados) et décédé le 20 janvier 1957 à Paris.

## Biographie
Petit-fils de Charles Fleury, député de l'Orne, fils de Paul Fleury, sénateur de l'Orne, il est conseiller général et maire d'Auguaise. Il est député de l'Orne de 1933 à 1936, inscrit au groupe des Républicains indépendants. Il reste conseiller général jusqu'à son décès et c'est son fils Pierre Fleury qui lui succède.

## Sources
- « Marcel Fleury (homme politique) », dans le Dictionnaire des parlementaires français (1889-1940), sous la direction de Jean Jolly, PUF, 1960 [détail de l’édition]